# Smal guldstekel
Smal guldstekel (Chrysis angustula) är en stekelart som beskrevs av Schenck 1856. Chrysis angustula ingår i släktet eldguldsteklar (Chrysis) och familjen guldsteklar (Chrysididae). Arten är reproducerande i Sverige.

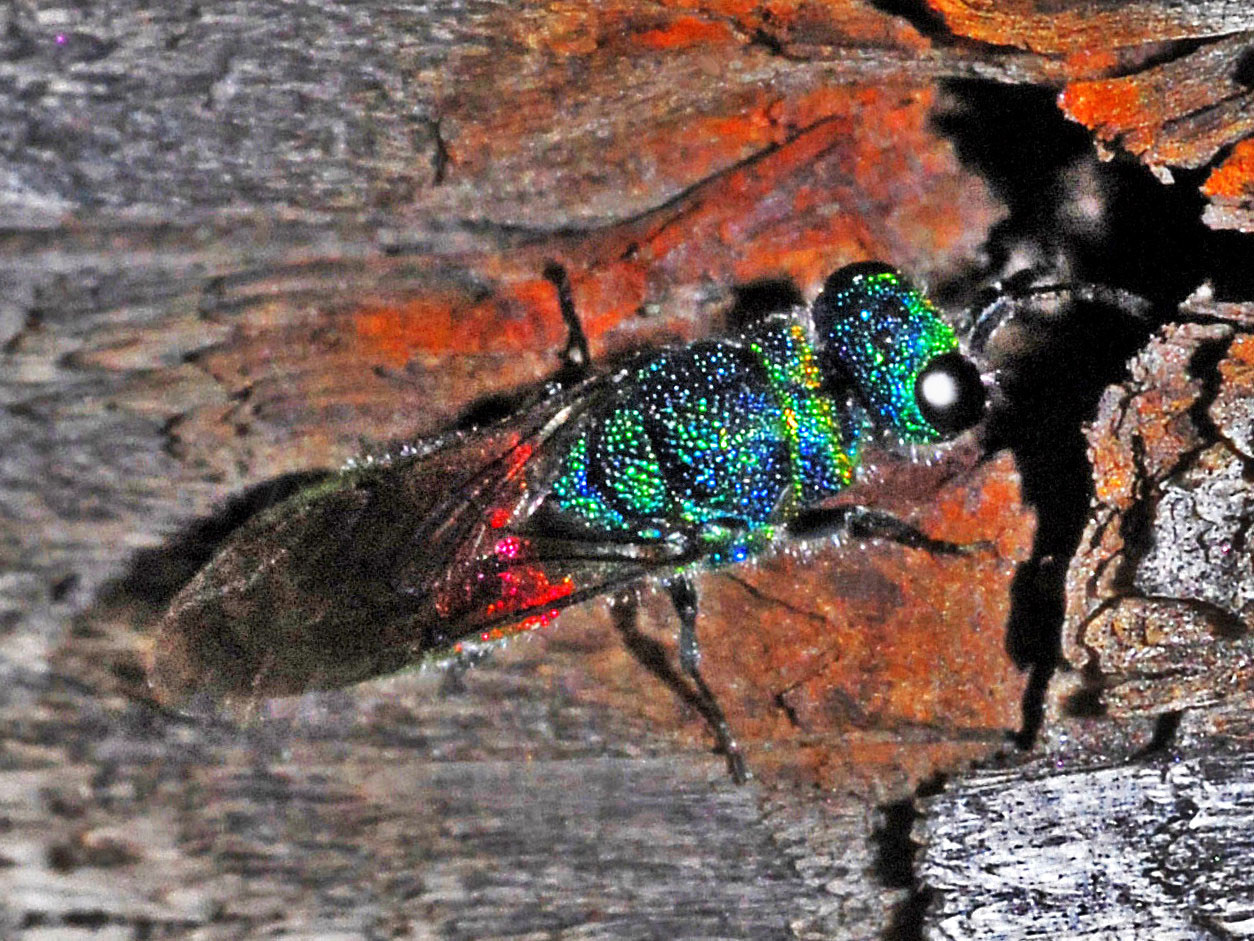